# 钟崇武
钟崇武（1962年—），江西上高人，汉族，中华人民共和国政治人物、第十二届全国人民代表大会江西地区代表。
毕业于中南大学工商管理专业。加入中国共产党。2013年，担任全国人大代表。